# 1978 en football
Cet article présente les faits marquants de l'année 1978 en football, dont l'événement majeur est la victoire de l'équipe d'Argentine à la Coupe du monde.

## Mars
- 16 mars : le Ghana remporte la Coupe d'Afrique des Nations (CAN) en battant l'Ouganda en finale. C'est la troisième « CAN » remportée par le Ghana. Le Nigeria se classe troisième de l'épreuve à la suite de l'abandon de la Tunisie lors du match pour la 3e place.
  - Article détaillé : Coupe d'Afrique des nations 1978

## Avril
- 1er avril : au Parc des Princes à Paris, l'équipe de France bat 1-0 l'équipe du Brésil.
- 5 avril : à Hambourg, l'équipe du Brésil s'impose 1-0 face à l'équipe d'Allemagne.
- 19 avril : le FC Barcelone gagne la Coupe d'Espagne en écartant l'UD Las Palmas en finale (3-1).

## Mai
- 2 mai : l'AS Monaco est champion de France de 1re Division l'année même de sa montée au plus haut niveau national.
  - Article détaillé : Championnat de France de football 1977-1978.
- 3 mai : au Parc des Princes de Paris, les Belges du RSC Anderlecht remportent la Coupe d'Europe des vainqueurs de coupes face aux Autrichiens de l'Austria Vienne. C'est la troisième finale consécutive jouée dans cette compétition par le club d'Anderlecht.
  - Article détaillé : Coupe d'Europe des vainqueurs de coupe 1977-1978
- 6 mai : à Wembley, Ipswich Town FC remporte la FA Challenge Cup en s'imposant 1-0 en finale face à Arsenal FC.
- 9 mai : les Néerlandais du PSV Eindhoven remportent la Coupe de l'UEFA en prenant le meilleur sur les Français du SC Bastia. Le résultat cumulé au terme des deux matches est de 3 buts à 0. C'est la première Coupe de l'UEFA remportée par le PSV; et c'est la première fois qu'un club français atteint la finale de cette compétition.
- 10 mai : à Wembley, devant 92 000 spectateurs tout acquis à leur cause, les Anglais du Liverpool FC remportent la Coupe des clubs champions européens face aux Belges du FC Bruges. L'unique but de la rencontre est inscrit à la soixante-quatrième minute par Kenny Dalglish. C'est la deuxième Coupe des clubs champions européens gagnée par le club de Liverpool.
- 13 mai : au Parc des Princes de Paris, l'AS Nancy-Lorraine remporte la Coupe de France en s'imposant 1-0 face à l'OGC Nice. Michel Platini signe l'unique but de cette partie. C'est la première Coupe nationale gagnée par Nancy.
- 23 mai : la veille du départ des Bleus pour le mondial argentin, Michel Hidalgo est victime d'une tentative d'enlèvement.

## Juin
- 1er juin : début de la Coupe du monde de football qui se déroule en Argentine. En match d'ouverture, la RFA, tenante du titre, réalise un match nul et vierge (0-0) face à la Pologne.
  - Article de fond : Coupe du monde de football 1978
- 25 juin : à Buenos Aires, devant 71 483 spectateurs survoltés, l'Argentine remporte sa première Coupe du monde en s'imposant 3-1 en finale face aux Pays-Bas grâce notamment à deux buts de Mario Kempes.
  - Article détaillé : Coupe du monde de football 1978

## Juillet
- 1er juillet : Josep Lluís Núñez accède à la présidence du FC Barcelone.

## Décembre
- 19 décembre : les Belges du RSC Anderlecht s'adjugent la Supercoupe de l'UEFA face aux Anglais du Liverpool FC. Le résultat au terme des deux matches est de 4 buts à 3.

## Naissances
- 9 janvier : Gennaro Gattuso, footballeur italien.
- 28 janvier : Gianluigi Buffon, footballeur italien.
- 3 février : Joan Capdevila, footballeur espagnol.
- 7 février : Daniel Van Buyten, footballeur belge.
- 11 mars : Didier Drogba, footballeur ivoirien.
- 22 mars : Walter Samuel, footballeur argentin.
- 13 avril : Carles Puyol, footballeur espagnol.
- 19 avril : Gabriel Heinze, footballeur argentin.
- 8 mai : Lúcio, footballeur brésilien.
- 18 mai : Ricardo Carvalho, footballeur portugais.
- 9 juin : Miroslav Klose, footballeur allemand.
- 20 juin : Frank Lampard, footballeur anglais.
- 22 juillet : Dennis Rommedahl, footballeur danois.
- 8 août : Louis Saha, footballeur français.
- 11 septembre : Dejan Stanković, footballeur serbe.
- 15 septembre : Marko Pantelić, footballeur serbe.
- 7 novembre : Rio Ferdinand, footballeur anglais.

## Décès
- 21 février : Paul Hauman, international norvégien.
- 19 avril : Abdelkader Mazouz, footballeur international algérien devenu entraîneur.
- 13 mai : décès à 80 ans de Juan Criado, joueur péruvien ayant remporté 4 Championnat du Pérou.
- 31 mai : József Bozsik, footballeur hongrois.
- 2 juin : Santiago Bernabéu, footballeur puis dirigeant de club espagnol.
- 16 juillet : décès à 64 ans de Paul Krebs, joueur franco-suisse[1].
- 7 septembre : Herman Legger, international néerlandais ayant remporté la médaille de bronze aux Jeux olympiques 1920 et le Championnat des Pays-Bas 1920.
- 8 septembre : Ricardo Zamora, footballeur espagnol.
- 8 septembre : Jean Nicolas, footballeur français.
- 25 septembre : Luigi Allemandi, footballeur italien.
- 13 octobre : décès à 41 ans de Gürsel Aksel, international turc ayant remporté 2 Coupe de Turquie devenu entraîneur.
- 12 novembre : décès à 71 ans de Karl Ehmer, joueur allemand.
- décembre :Frédéric N'Doumbé, footballeur camerounais, quatre fois champion de France et vainqueur de la Coupe de France 1959.

## Liens
- RSSSF : Tous les résultats du monde